# Запіканка
Запіка́нка — страва, що готується способом запікання. Як правило, складається зі шматків м'яса (наприклад, курки) або риби, різних овочів, та крохмалистої сполучної речовини (наприклад: борошно, рис, картопля, макарони, часто сир).

## Начинка
Запіканка "Начинка" — це страва, яка має декілька рецептів. Коломийська начинка готується з кукурудзяної каші або борошна. Подільська начинка —святкова страва, запіканка зі суміші коржів, яєць та відвареного м'яса. Перед подачею до столу начинку розігрівають на змащеній смальцем пательні, попередньо розрізавши на шматочки.

## Галерея

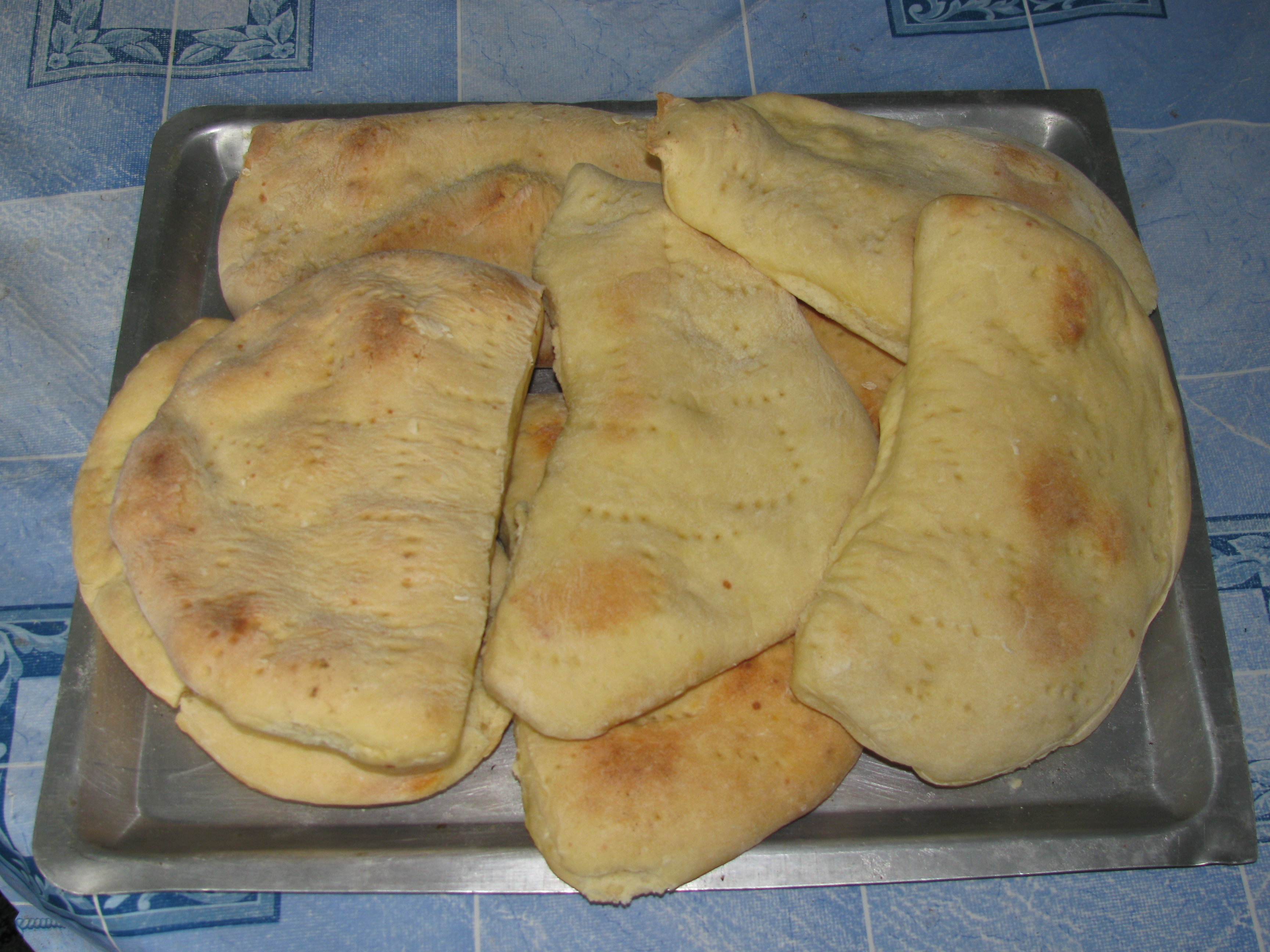
Коржі з прісного тіста
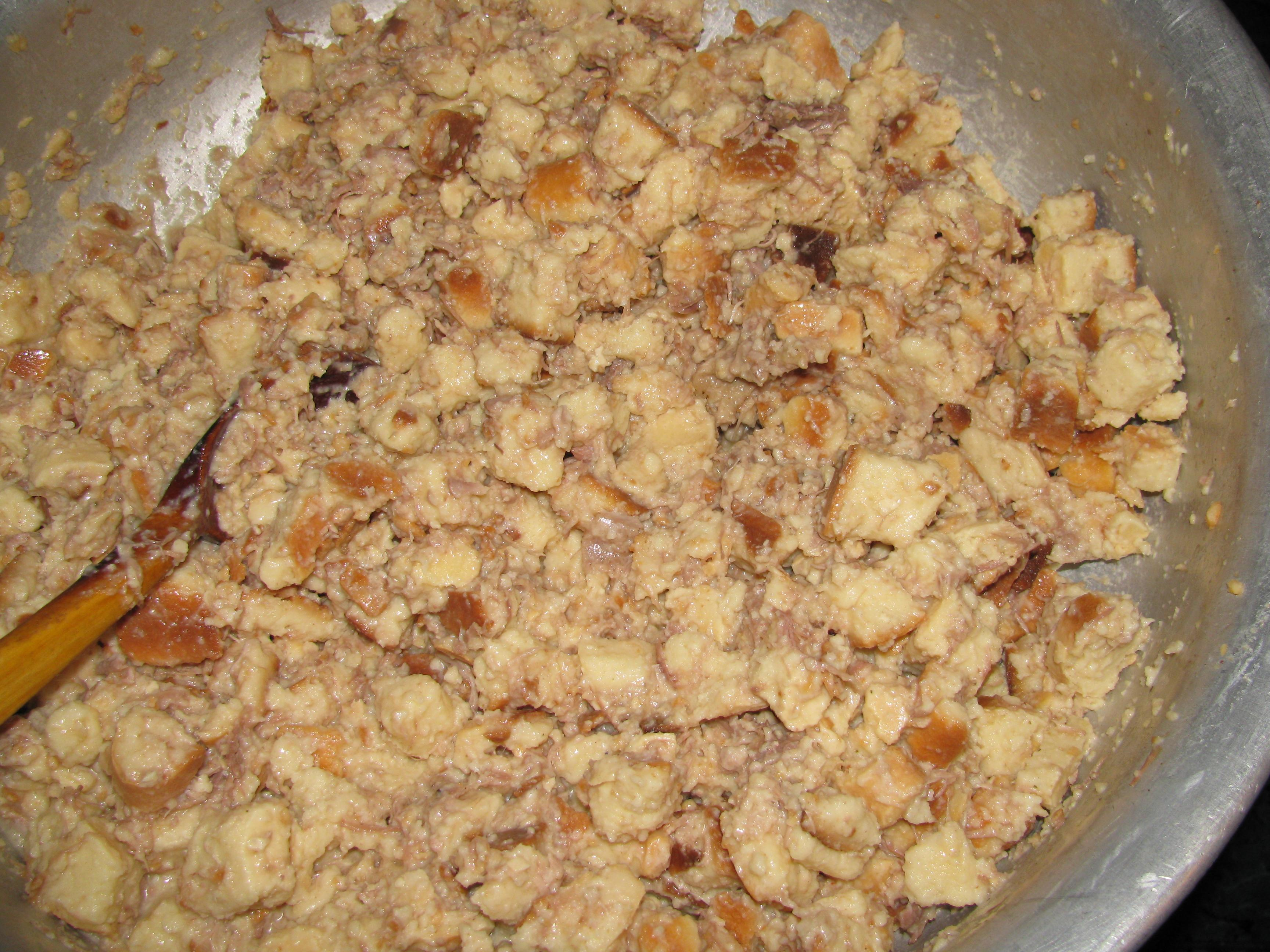
Приготування начинки
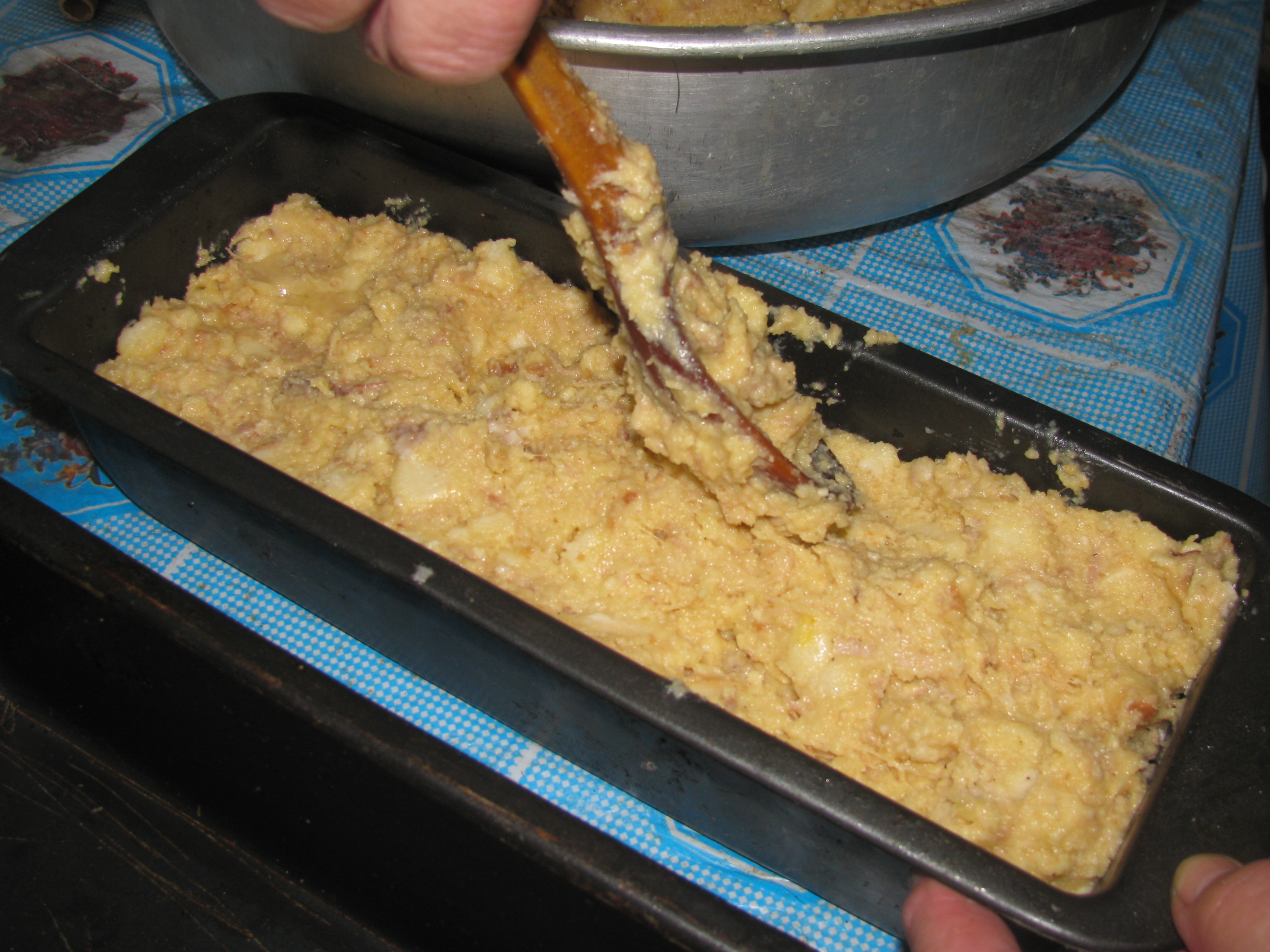
Наповнення форми фаршем
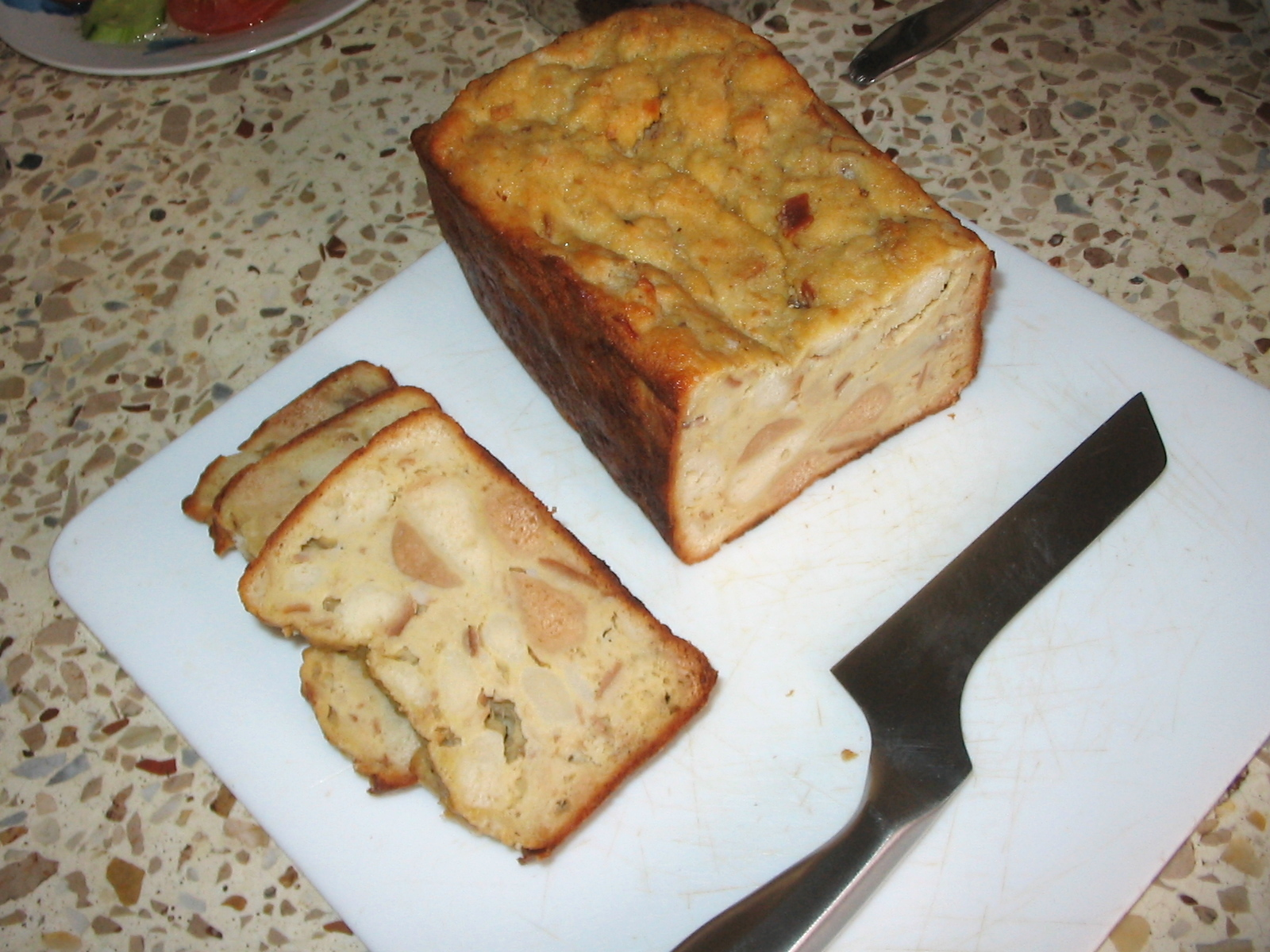
Готова запіканка "Начинка"
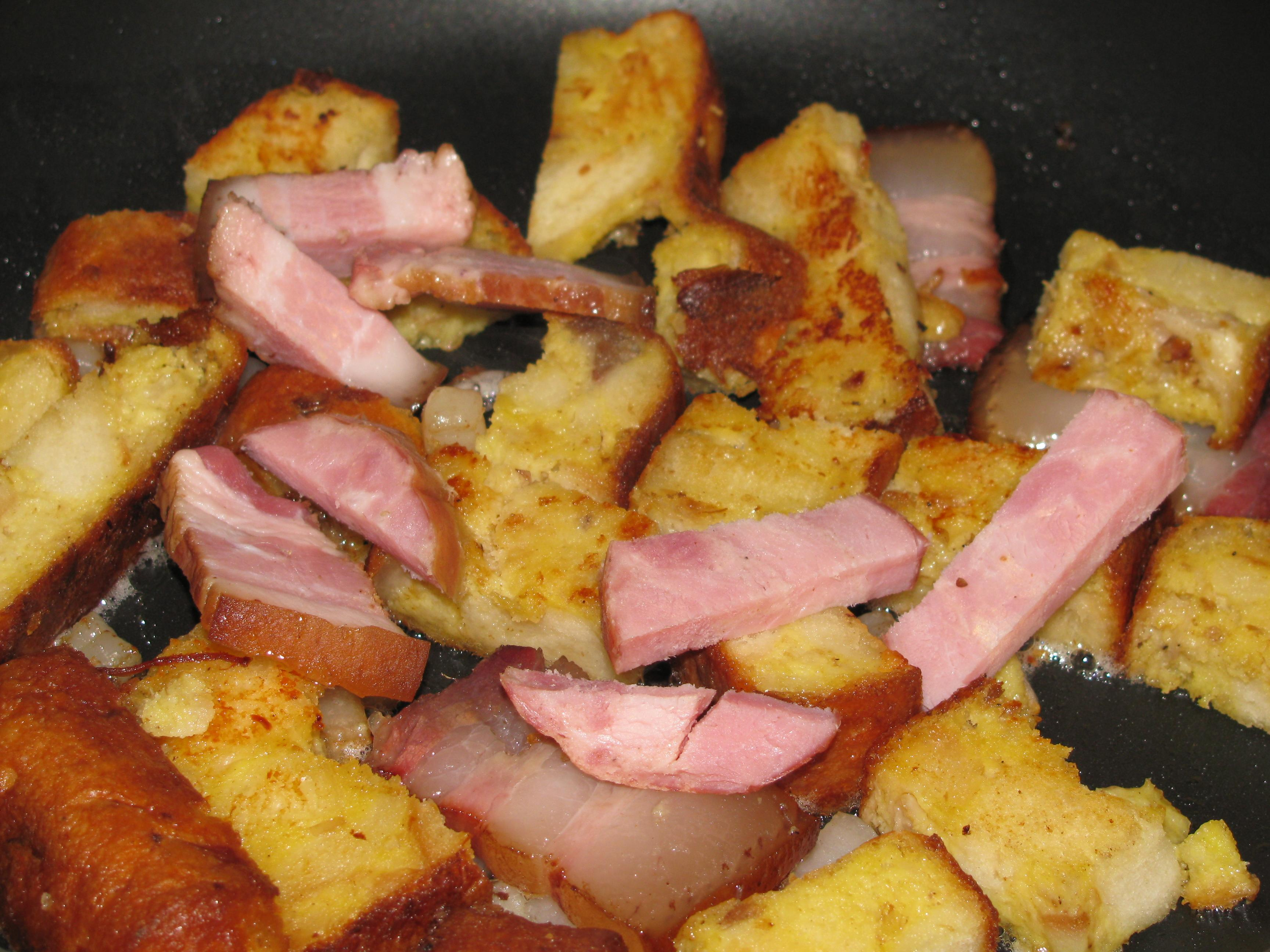
‎Смажена запіканка "Начинка"
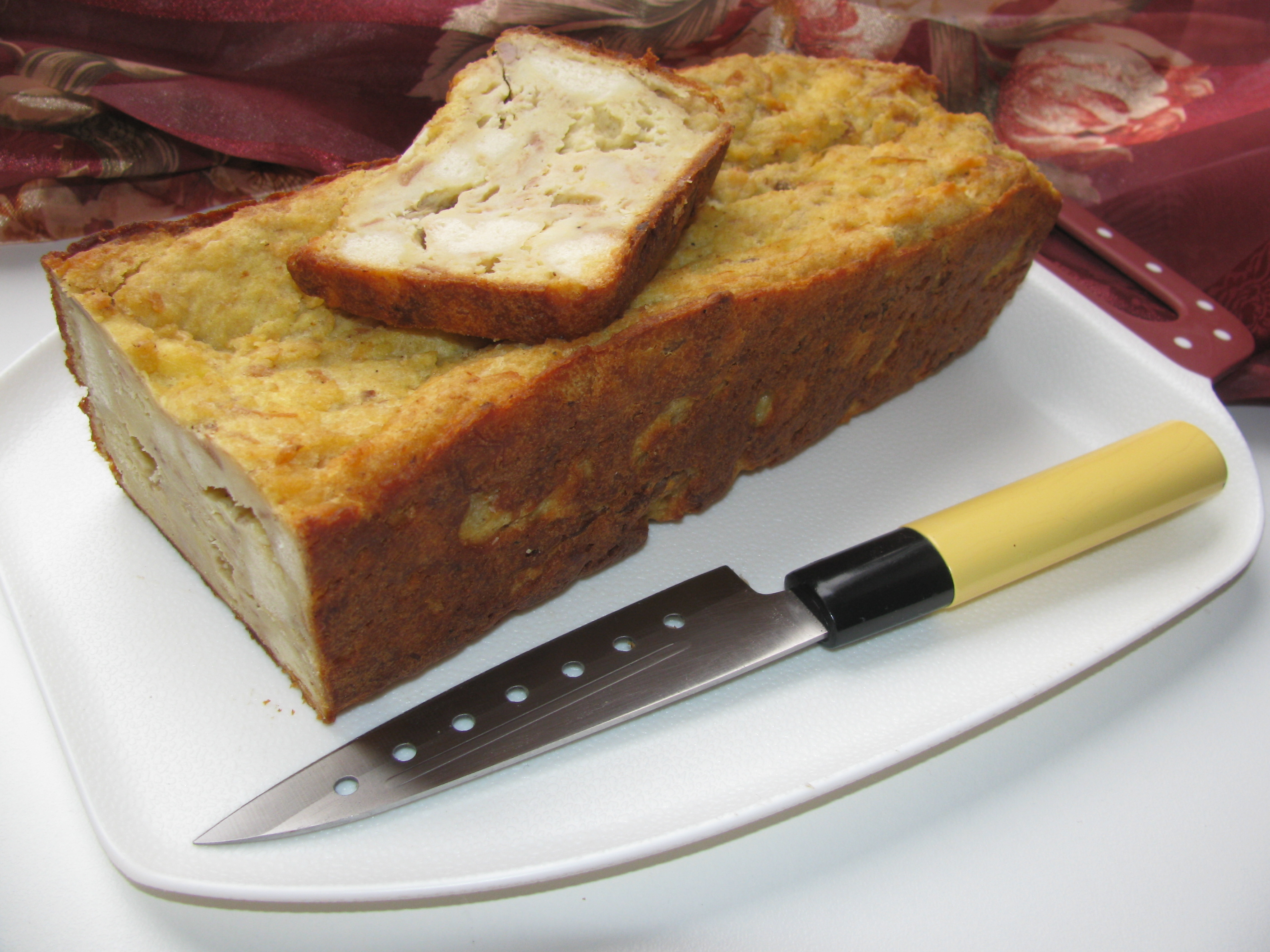
Запіканка "Начинка" до столу
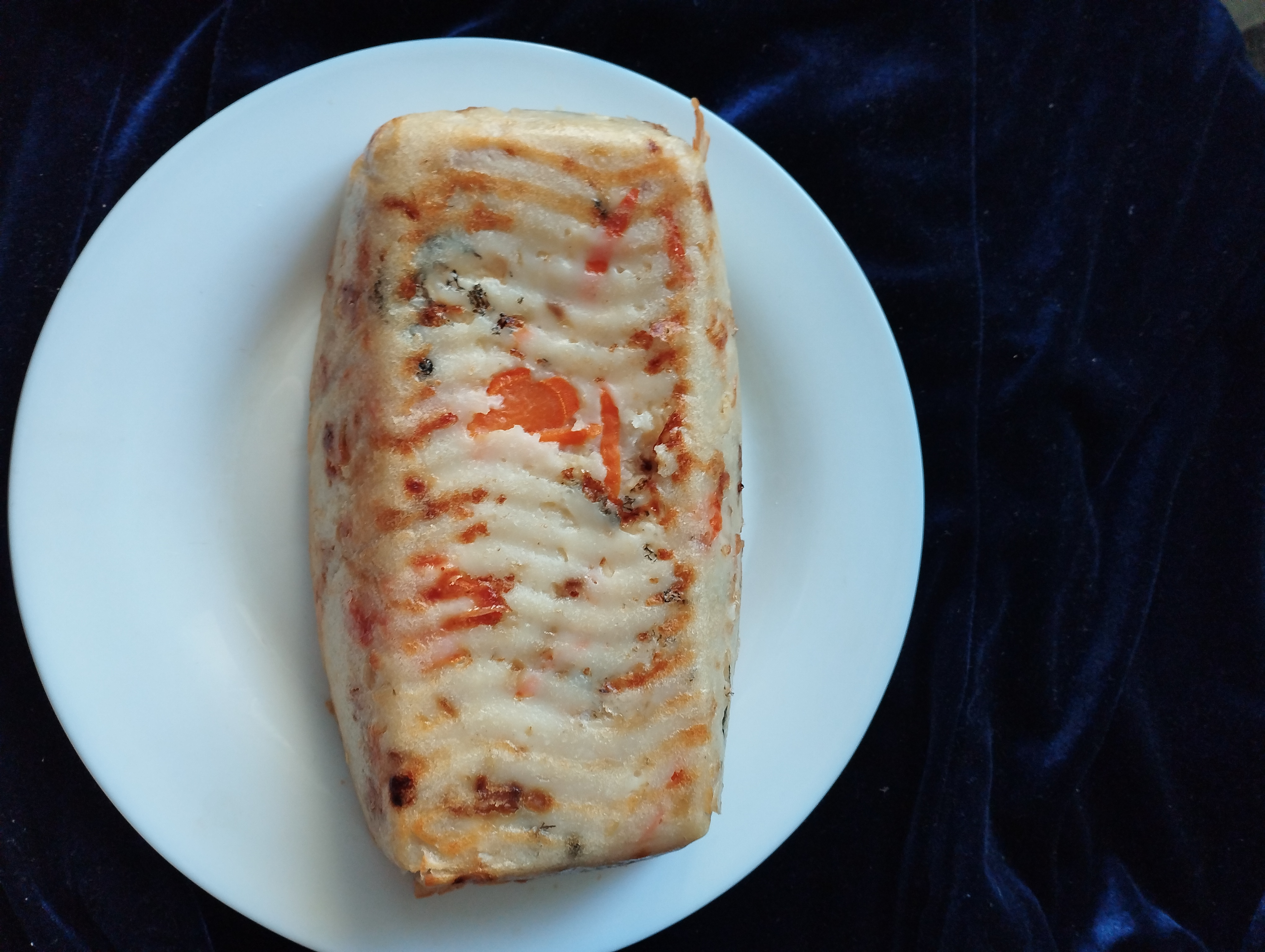
Запіканка Баба-шарпанина
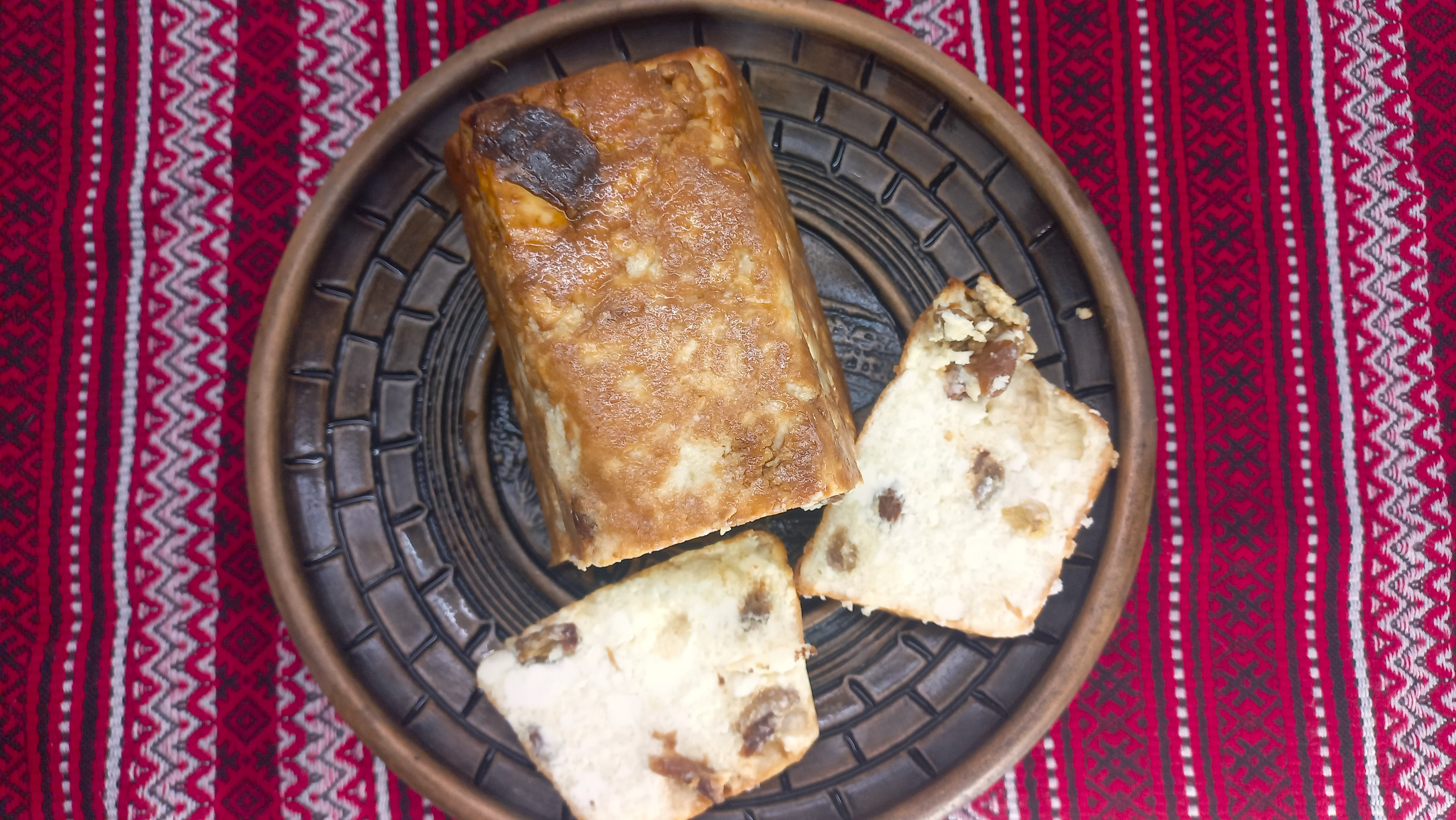
Сирна запіканка з родзинками
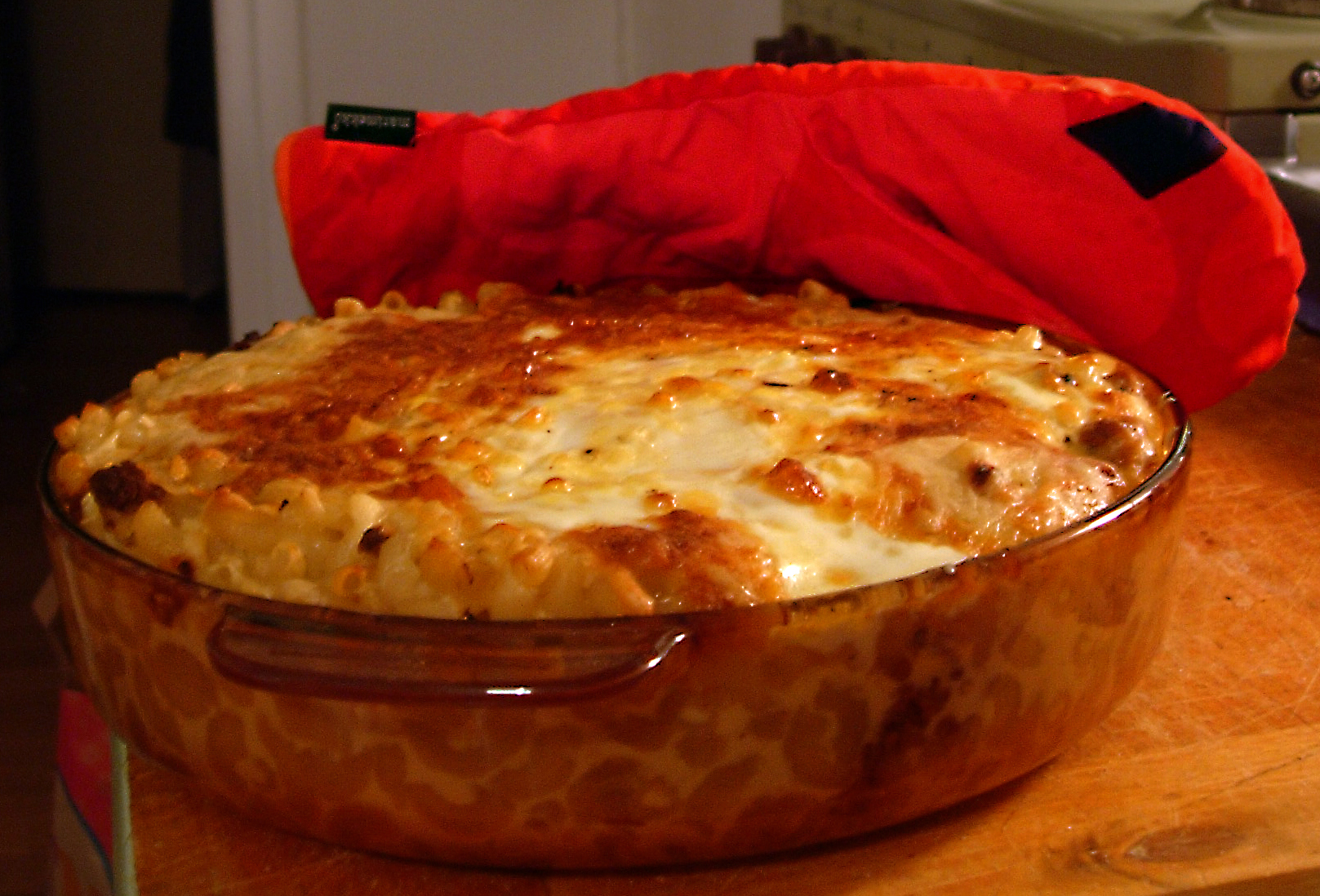
Сирна запіканка із макарон, Фінляндія
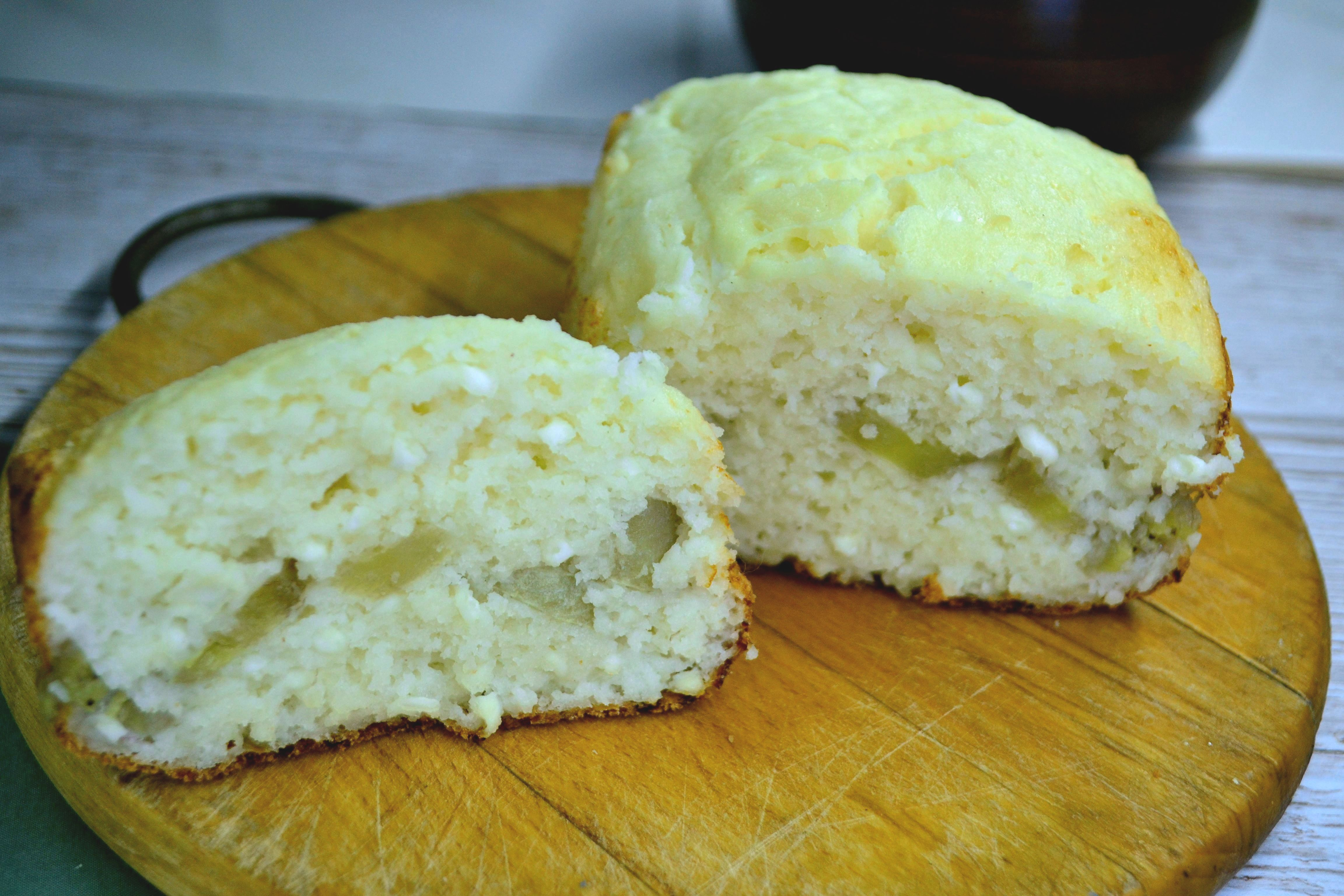
Сирна запіканка
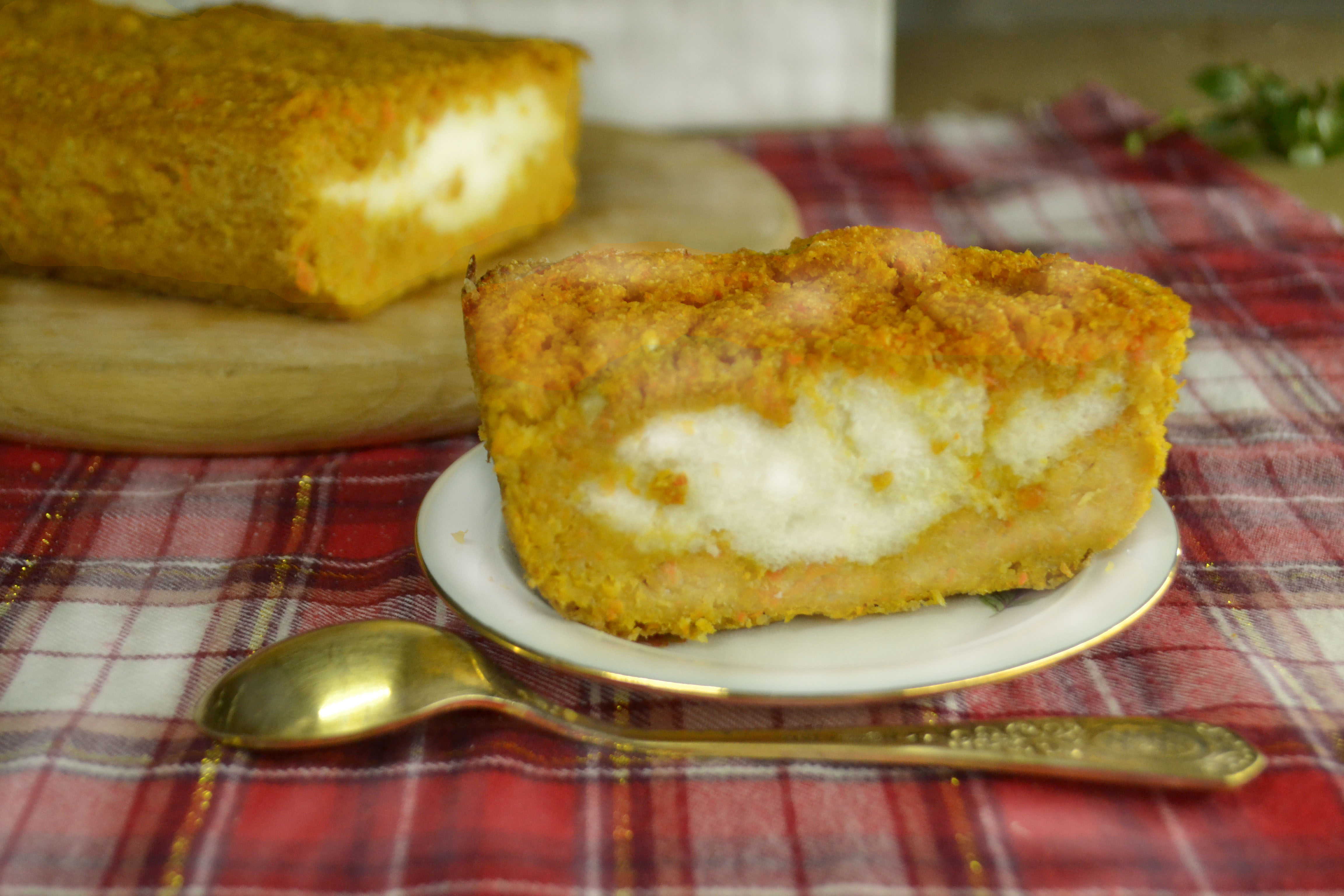
Запіканка гарбузово-сирна